# Jean-Claude Lessard
Jean-Claude Lessard (Granby, 13 octobre 1904 - 10 août 1971) est un économiste et administrateur québécois. Il a occupé le poste de président d'Hydro-Québec de 1960 à 1969, où il a été associé à une expansion fulgurante de la société publique d'électricité, marquée par l'étatisation des compagnies d'électricité, la construction du complexe Manic-Outardes, la construction d'une première centrale nucléaire et la signature d'un contrat d'électricité à long terme au Labrador.

## Biographie
Fils du docteur Louis-Arthur Lessard et de Berthe Phelan, il termine des études classiques au Collège Sainte-Marie de Montréal en 1924. Il entreprend ensuite des études de commerce à l'Université McGill et obtient une bourse du gouvernement provincial pour étudier deux ans à l'Université Harvard de 1926 à 1928. M. Lessard se spécialise dans les questions de transports et obtient un MBA en 1928. L'auteur André Bolduc, qui a signé plusieurs ouvrages sur l'histoire de l'électricité au Québec, le décrit comme « un homme modéré, un gestionnaire rigoureux, d'allure austère ».

### Fonction publique fédérale
Le parcours de M. Lessard est largement influencé « à l'école de la fonction publique fédérale », où il est l'un des rares Canadiens français à s'élever aux plus hauts échelons, après une carrière de 30 ans. Il entreprend sa carrière par un séjour de 10 ans au Canadien National, d'abord comme commis, puis préposé aux recherches. Durant son séjour au CN, il collaborera aux travaux de la Commission royale sur les transports (Commission Duff) et à la Commission Rowell-Sirois, sur les relations fédérales-provinciales.
Entré dans la fonction publique fédérale en 1939, à titre d'économiste à la Commission des transports, il est muté à la Régie de la circulation à Montréal durant la Seconde Guerre mondiale. En 1945, il devient directeur du bureau de l'économie des transports, puis sous-ministre fédéral des Transports, le 1er février 1948. Il cumule également la fonction de président de la Commission maritime du Canada, du 13 décembre 1950 au 31 décembre 1953.
À compter de 1954, M. Lessard est impliqué dans le projet de construction de la Voie maritime du Saint-Laurent à titre de vice-président de l'organisme canado-américain chargé de la construction et de l'exploitation de cette infrastructure. Au cours de cette période il rédige Transportation in Canada, une étude préparée pour le compte de la Commission royale d’enquête sur les perspectives économiques du Canada, dirigée par Walter L. Gordon en 1955-1956.
Les travaux de construction du réseau de canaux et d'écluses dirigés par Lessard et ses collègues ont été complétés en un temps record.

### Hydro-Québec
Le 7 septembre 1960, il devient le quatrième président de la Commission hydroélectrique de Québec. Au cours de son mandat de près de 9 ans à la tête d'Hydro-Québec, il guidera l'entreprise qui traverse une phase de son histoire que des historiens ont surnommée « les flamboyantes années '60 ».
Il présidera à une spectaculaire croissance de l'entreprise qui débute le 1er mai 1963, avec l'intégration de 11 compagnies d'électricité privées et la poursuite de la construction des centrales du projet Manic-Outardes. Au cours de son mandat, la société francisera complètement ses opérations et ouvrira ses portes aux diplômés canadiens-français, des mesures qu'il appuya « sans trop d'enthousiasme ».
Malgré l'importance des investissements requis pour faire face à l'expansion des activités de production, de transport et de distribution, Lessard maintient l'entreprise en excellente situation financière durant son mandat. Pendant les années 1960, Hydro-Québec n'augmente ses tarifs une seule fois, en 1967 et ses profits lui permettent de maintenir un taux d'autofinancement conforme aux attentes du marché obligataire.
Il quittera son poste après avoir signé le contrat d'achat d'électricité de la centrale de Churchill Falls, en mai 1969. Il a invoqué l'arrivée prochaine de son 65e anniversaire de naissance pour ralentir ses activités. Le premier ministre Jean-Jacques Bertrand a nommé Roland Giroux à titre de président le 1er juin 1969.
M. Lessard renoue brièvement son lien avec la fonction publique fédérale en novembre 1970, alors qu'il accepte de devenir le président-fondateur d'un organisme, l'Office des normes générales du Canada (ONGC), chargé d'uniformiser le système de normalisation, un poste qu'il occupe jusqu'à son décès.

## Titres honorifiques
- Officier de l'Ordre du Canada (1969)